# (467303) 2016 EZ199
(467303) 2016 EZ199 es un asteroide perteneciente al cinturón de asteroides, descubierto el 25 de septiembre de 2005 por el equipo Spacewatch desde el Observatorio Nacional de Kitt Peak (Arizona, Estados Unidos).